# Maurice Colliex
Maurice Anne Colliex est un ingénieur en aéronautique et un aviateur français, né le 1er juillet 1880 à Lyon (Rhône) et mort le 16 décembre 1954 à Paris (Seine).

## Biographie

### Formation
Il est le fils aîné d’une fratrie de 3 garçons et une fille. De constitution solide, il commence très tôt à pratiquer différents sports tel que l’alpinisme, le rugby, la natation, la plongée et l’athlétisme. Il dira plus tard que cette résistance physique lui aura beaucoup servi dans sa carrière de pilote. Sa passion pour la montagne, durant ses vacances dans les Alpes, lui permit d’acquérir le goût de l’altitude et lui permit surtout d’observer le vol des aigles. Ainsi est né son intérêt pour l’aviation. Un élément supplémentaire renforça cette passion, sa rencontre avec Pompéien Piraud, chirurgien-dentiste de son état. Cet homme avait une passion : l'Ornithoptère, appareil à aile battante, issu de l’observation du vol des oiseaux. Pompéien Piraud était persuadé que la solution du plus lourd que l’air était là. Sa salle d’attente transformée en bibliothèque regorgeait de livres traitant de ce sujet. Maurice Colliex y passa des heures entières en lectures passionnantes. Sa vocation aérienne était née.
Les circonstances de la vie lui permirent de rencontrer, sur les bancs du lycée, un homme qui deviendra une figure marquante de l’aventure aéronautique : Gabriel Voisin.
À 16 ans, Maurice Colliex commença à faire du planeur dans les montagnes du Bugey à bord d’appareils construits, de ses propres mains, avec des draps de lit et des cannes à pêche.
En 1901, Maurice Colliex passe sa licence ès-sciences et continue à étudier et à analyser scientifiquement les travaux de Louis Mouillard, d’Otto Lilienthal, de Samuel Pierpont Langley et de Octave Chanute.

### Collaborateur de Voisin
En 1903, les hasards de la vie, qui avaient séparés les deux amis, les réunirent à nouveau pour expérimenter, avec des fortunes diverses, des planeurs cellulaires sur les coteaux du Rhône à Vassieux. En 1905, il rejoint Gabriel Voisin à Paris et est nommé Ingénieur aux « Ateliers Les Frères VOISIN » à Boulogne-Billancourt. En 1906, il commence à voler et en 1907, il décolle franchement.
En 1909, il part à Mourmelon prendre la direction de « l’école d’aviation Voisin » comme chef-pilote. Il forme entre autres les pilotes : Jean Gobron brevet de Pilote no 7, Louis Paulhan no 10, Buneau Varilla no 16, Henry Fournier. En juin 1910, il passe son brevet de pilote, no 85, sur un appareil « Voisin » muni d’un moteur E.N.V.
En 1910, sortent les premiers appareils « Voisin » à construction métallique, destinés aux armées française et russe et à la marine royale italienne. Il en assure toutes les réceptions. Entre mars et mai 1910, Maurice Colliex teste, sur la piste d’Issy-les-Moulineaux, avec succès le nouveau biplan Voisin, équipé d’un moteur en étoile Anzani de 60 ch, baptisé « canard » à cause de sa silhouette fine à l’avant et épaisse à l’arrière. En octobre 1910, Voisin est le premier constructeur à faire voler avec succès, au-dessus de la Seine, un hydro aéroplane, son biplan « canard » à flotteurs type Henri Fabre, toujours piloté par Maurice Colliex.
Le 25 mai 1911, pour la première fois en Europe, sur la Seine, dans le bassin de Billancourt, un hydravion, piloté par Maurice Colliex, quitte l’eau, exécute un vol, amerrit, change de direction, reprend son vol et amerrit de nouveau. Le 3 août 1911 à 8 h du matin, en présence des commissaires de l’Aéro-Club de France et de Ernest Archdeacon, Maurice Colliex décolle de la piste d’Issy-les-Moulineaux et un quart d’heure plus tard fait un amerrissage en douceur au Pont de Saint-Cloud. À 8 h 45, il décolle à nouveau depuis la surface de la Seine et va se poser à Issy-les-Moulineaux. Exploit dûment enregistré par l’Aéro-Club de France comme le premier vol au monde d’un « Hydro aéroplane amphibie ».
En 1911, au cours des « manœuvres aériennes », il réussit des vols de nuit avec multiples atterrissages nocturnes permettant ainsi le repérage de feux de bivouac. Brevet de pilote militaire no 545.
En 1912, le « Canard » est accepté par la Marine française et Maurice Colliex le reçoit à Fréjus-Saint-Raphaël à bord du croiseur Foudre qui devient ainsi le premier «  porte-avions  » au monde.

### Constructeur aéronautique
En 1912, Maurice Colliex quitte Voisin pour devenir à son tour constructeur. En compagnie de l’ingénieur Maurice Jeanson, fondateur de la Société Benjamin, ils vont construire le premier hydravion géant pour l’époque. Le « Jeanson-Colliex », bimoteur Chenu AH-6 de 200 ch couplé dans un même carter, d’une masse totale en charge de 4 700 kg, d’une envergure de 24,30 m et d’une longueur de 18 m, effectue son premier vol, piloté par Maurice Colliex, le 21 mai 1913 sur la Seine, sur le plan d’eau de Triel Meulan. Malheureusement au cours d’un amerrissage, l’appareil est détruit, sans dommage pour les 4 occupants. En 1914, débuta l’étude du « Jeanson-Colliex no 2 » qui devait être muni d’un moteur de 600 ch Salmson avec un poids total en pleine charge de plus de 6 tonnes donnant une charge utile de 2 tonnes. Mais la déclaration de la guerre arrêta le projet bien qu’il fût possible de miser sur l’efficacité de bombardements à grande puissance. L’avenir ira bien sûr dans ce sens ! Que se serait-il passé si dès le début de la guerre des appareils de bombardements de ce type avaient pu être construits en série ?

### Première Guerre mondiale
Maurice Colliex fut mobilisé avec le grade de sergent à Mourmelon à l’escadrille V 14, puis affecté à Pau comme chef-pilote, puis à Avord et pour finir à Ambérieu où en plus il s’occupa de la réparation des appareils cassés. Il fut démobilisé avec le grade d’adjudant et la médaille militaire, totalisant plus de 3 400 heures de vol.

### Après-guerre
En 1920, il est membre de l’Association des « Vieilles Tiges » fondée par Joseph Frantz. Le 29 décembre 1924, il est promu au grade de capitaine. Après la guerre, Maurice Colliex entra comme ingénieur à la Société Continentale Parker fondée par Pierre Prier, autre pionnier de l'aviation. La société Parker était spécialisée dans les procédés de protection des métaux et de l’acier, en particulier, contre la rouille, donnant à l’aviation moderne un sérieux appoint de sécurité. Il devait y travailler jusqu'à sa retraite.

## Distinctions
- Officier d'académie
- Médaille militaire (1915)
- Médaille interalliée de la Victoire[2]
- Médaille commémorative de la Grande Guerre[2]
- Officier de la Légion d'honneur (décret du 22 décembre 1948). Il est fait officier par Gabriel Voisin le 23 février 1949[3]
- Médaille de l'Aéronautique

## Sources
- L'Aérophile, numéro du cinquantenaire, Paris, janvier 1942
- Les 100 premiers aviateurs brevetés au monde et la naissance de l’aviation, E. J. Lassalle, Nauticaero - Éditions nautiques et aérospatiales, Paris, 1960
- Les Canards de Gabriel Voisin
- « Les premiers hydravions géants français »(Archive.org • Wikiwix • Archive.is • Google • Que faire ?)
- Jeanson-Colliex
- Maurice Colliex
- Les Vieilles Tiges d’hier et de demain…
- femme de Maurice Colliex, Madame Maurice Colliex, avec Jean Gobron 1909